# Malackai járás

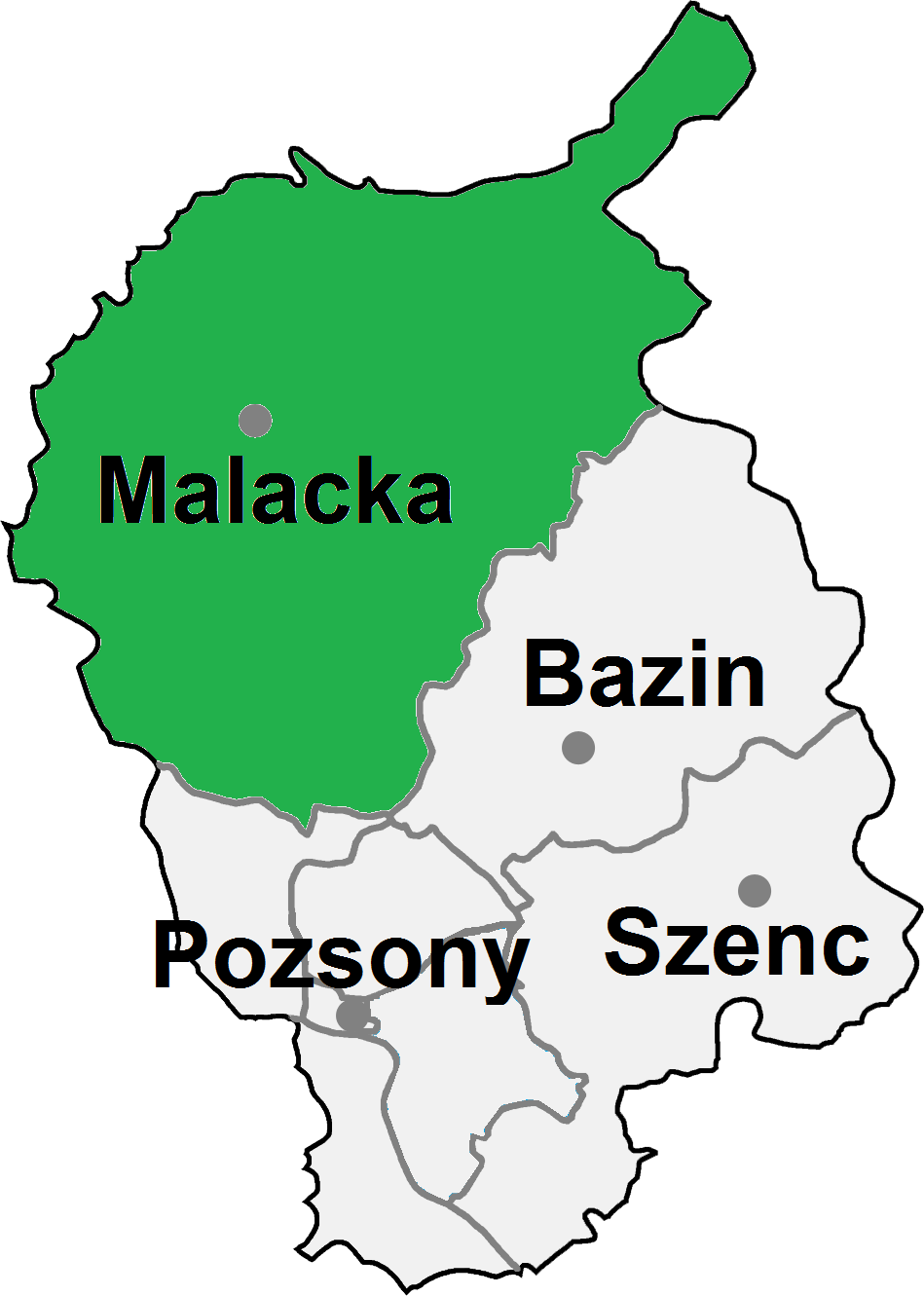
A Malackai járás

A Malackai járás (szlovákul: Okres Malacky) Szlovákia Pozsonyi kerületének közigazgatási egysége. 
 Területe 949,56 km², lakosainak száma 67 376 (2011), székhelye Malacka (Malacky).

## Népessége
| Év:            | 1994.  | 2004.   | 2014.   | 2024.    |
| -------------- | ------ | ------- | ------- | -------- |
| Emberek száma: | 62 625 | 65 840  | 70 043  | 79 982   |
| Eltérés:       |        | +5,13 % | +6,38 % | +14,18 % |

| Év:            | 2023.  | 2024.   |
| -------------- | ------ | ------- |
| Emberek száma: | 79 689 | 79 982  |
| Eltérés:       |        | +0,36 % |

## A járás települései
- Detrekőcsütörtök (Plavecký Štvrtok)
- Detrekőszentmiklós (Plavecký Mikuláš)
- Detrekőváralja (Plavecké Podhradie)
- Dimvár (Suchohrad)
- Egyházhely (Kostolište)
- Gajar (Gajary)
- Kislévárd (Malé Leváre)
- Konyha (Kuchyňa)
- Láb (Láb)
- Lozornó (Lozorno)
- Magyarfalu (Záhorská Ves)
- Malacka (Malacky)
- Máriavölgy (Marianka)
- Nagyjakabfalva (Jakubov)
- Nagylévárd (Veľké Leváre)
- Nagymagasfalu (Vysoká pri Morave)
- Nádasfő (Rohožník)
- Pozsonyalmás (Jablonové)
- Pozsonyborostyánkő (Borinka)
- Pozsonyzávod (Závod)
- Pernek (Pernek)
- Stomfa (Stupava)
- Szentistvánkút (Studienka)
- Széleskút (Sološnica)
- Záhorie (Katonai Terület) (Záhorie)
- Zohor (Zohor)